# Lily & Madeleine
Lily & Madeleine est un duo de pop-folk américain originaire d'Indianapolis aux États-Unis et composé de deux sœurs, Lily et Madeleine Jurkiewicz.

## Carrière
Lily et Madeleine commencent à chanter ensemble au cours de leur adolescence, encouragées par leur mère, passionnée par la musique. Les deux sœurs se filment en train de chanter chez elles et postent les vidéos sur YouTube. Elles reprennent notamment des chansons de Bob Dylan ou First Aid Kit.
En 2012, alors qu'elles sont au lycée, Lily et Madeleine sont invitées par le producteur Paul Mahern à enregistrer un EP dans son studio. Cet EP, intitulé The Weight of the Globe, est récupéré en 2013 par le label du musicien Sufjan Stevens, Asthmatic Kitty Records. La même année, le musicien et réalisateur John Mellencamp demande aux deux sœurs de participer à la bande originale de la comédie musicale Ghost Brothers of Darkland County, qu'il co-réalise avec Stephen King et T-Bone Burnett.
En 2013, Lily et Madeleine font leur première tournée dans leur ville natale, Indianapolis. Elles apparaissent également pour la première fois à la télévision dans l'émission CBS This Morning pour faire la promotion de leur premier album, Lily & Madeleine.
Elles continuent à poster régulièrement des vidéos live enregistrées en studio.
En février 2019, le duo sort son quatrième album, Canterbury Girls, qui est bien accueilli par la critique.

## Discographie[5]

### Albums
- 2013 : Lily & Madeleine
- 2014 : Fumes
- 2016 : Keep It Together
- 2019 : Canterbury Girls

### EPs
- 2013 : The Weight of the Globe